# Eremochrysa israeli
Eremochrysa israeli är en insektsart som beskrevs av Alayo 1968. Eremochrysa israeli ingår i släktet Eremochrysa och familjen guldögonsländor. Inga underarter finns listade i Catalogue of Life.